# Leonhard-Euler-Teleskop
Das Leonhard-Euler-Teleskop, auch Schweizer-1,2-m-Leonhard-Euler-Teleskop oder kurz Euler-Teleskop, ist ein Spiegelteleskop mit 1,2 m Apertur der Sternwarte Genf am La-Silla-Observatorium der Europäischen Südsternwarte in Chile.
Das Teleskop wird seit seiner Fertigstellung im Jahr 1998 durch die Schweizer Universität Genf betrieben. Es wurde nach dem Mathematiker Leonhard Euler benannt.
Zusammen mit dem belgischen Mercator-Teleskop der Katholieke Universiteit Leuven waren beide Teleskope Teil des Southern Sky Extrasolar Planet Search Programme, das zahlreiche extrasolare Planeten entdecken konnte.
Speziell hierfür kam der CORALIE Echelle-Spektrograph zum Einsatz. Der erste Planet war der einer derjenigen im Orbit von Gliese 86, ein Planet von etwa 4 Jupitermassen und einer Umlaufdauer von etwa 15,8 Tagen. Danach wurden noch etliche andere extrasolare Planeten mit diesem Teleskop entweder entdeckt oder untersucht.

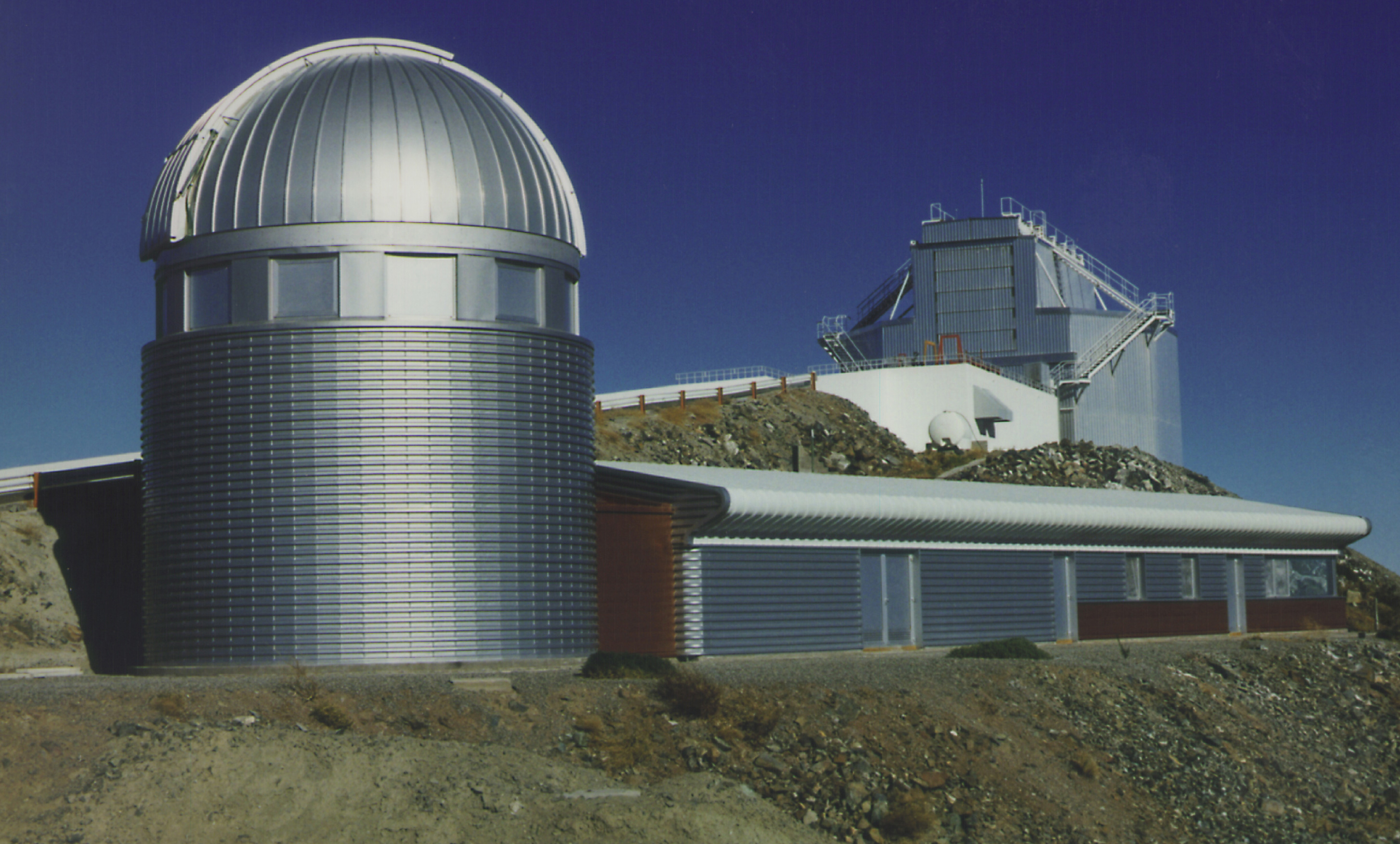
Teleskopgebäude
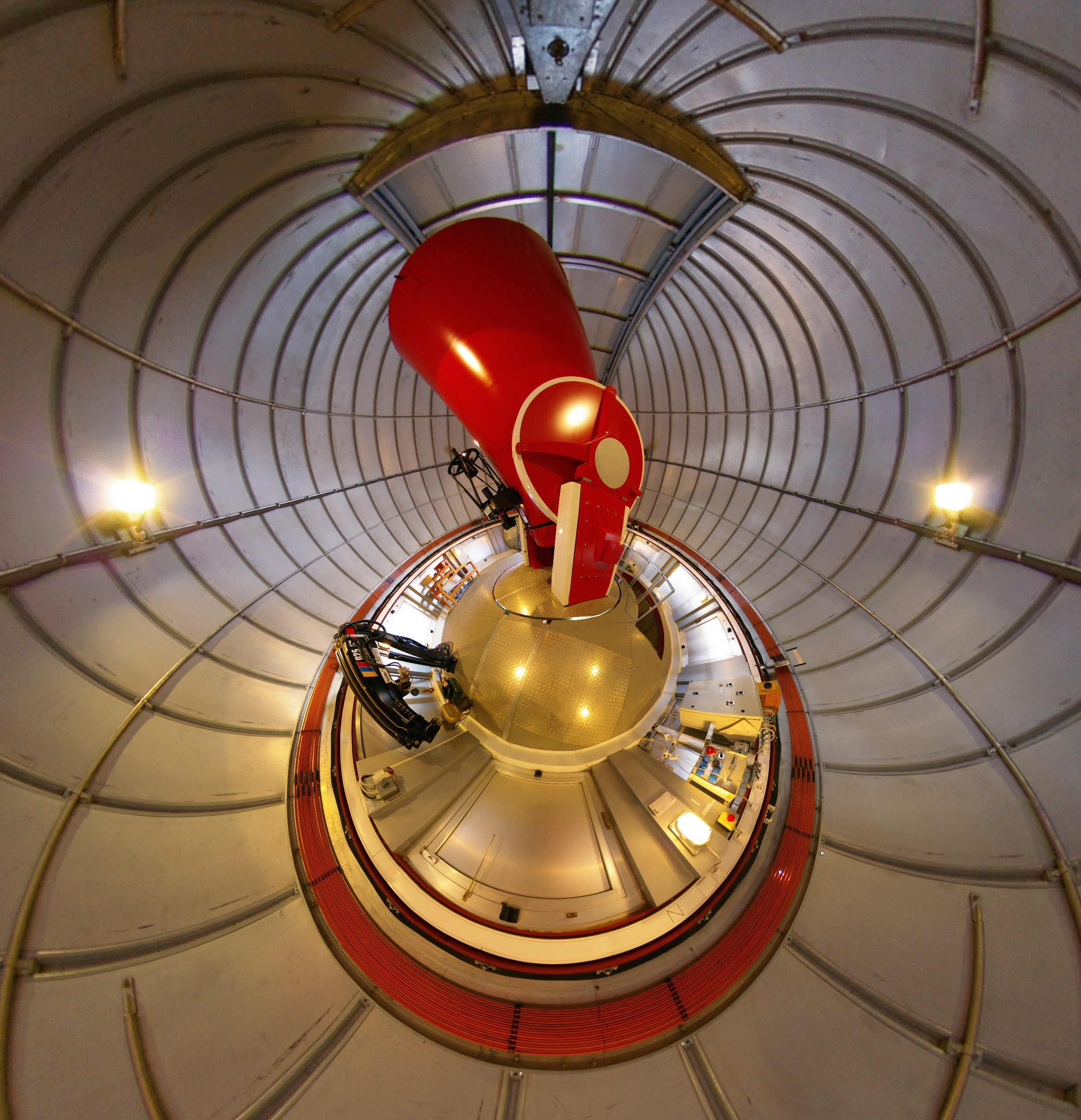
Innenaufnahme in Fischaugenperspektive
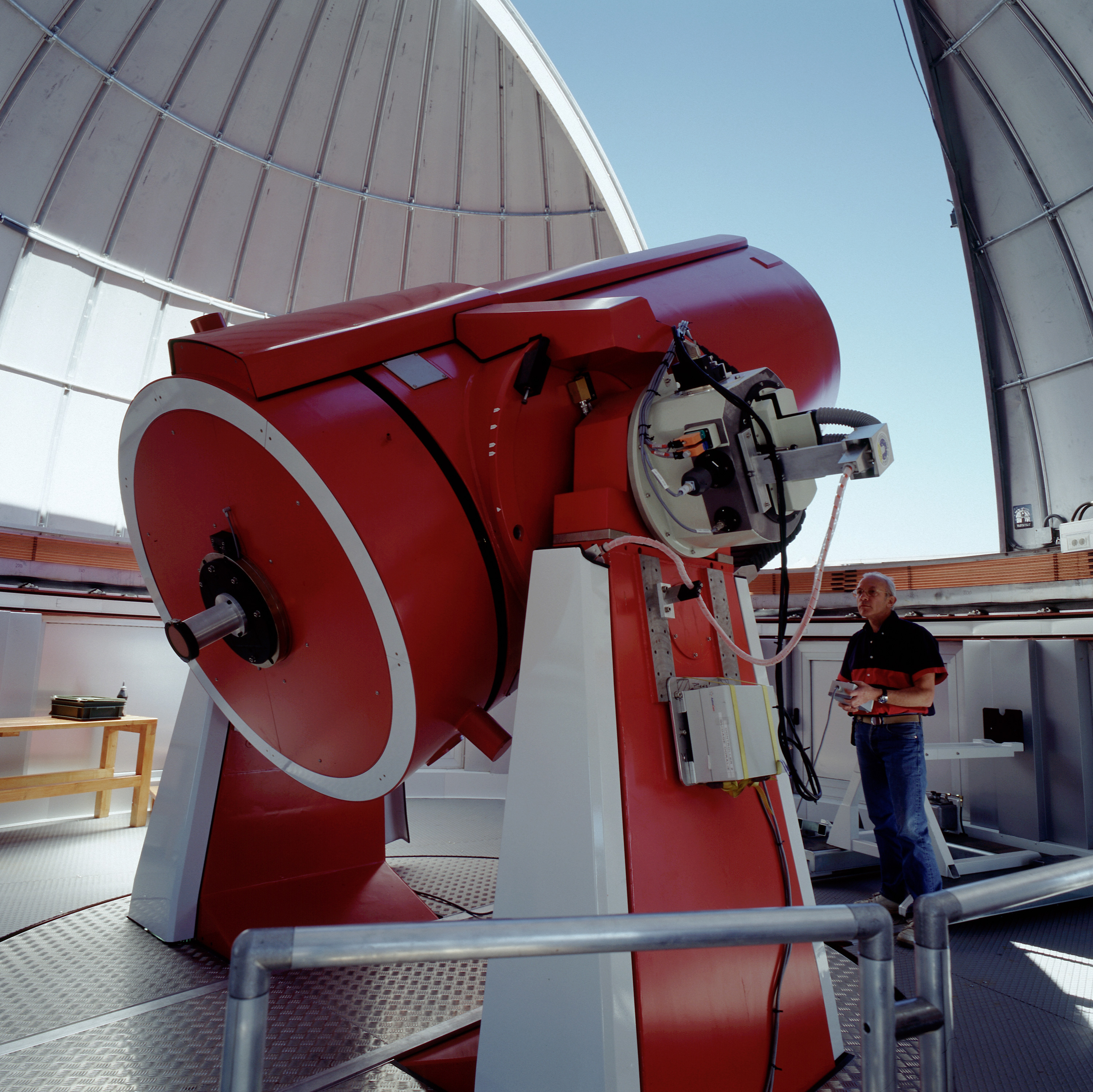
Teleskoptubus

## Weiteres
- Europäische Südsternwarte
- Europäische Nordsternwarte
- Liste der größten optischen Teleskope